# Roztropny Jaś
Roztropny Jaś (niem. Der gescheite Hans) – baśń braci Grimm opublikowana w roku 1812 w ich zbiorze Baśni (tom 1, nr 32). Baśń ma charakter humorystyczny.

## Treść[1]
Tytułowy Jaś (w oryginale Hans) wybiera się w odwiedziny do swojej narzeczonej Małgosi (Gretel). Matka przestrzega by zachowywał się poprawnie. Podczas spotkania Małgosia ofiarowuje mu igłę, którą Jaś wtyka w furę siana i wraca do domu. Matka udziela mu reprymendy, że powinien był wetknąć igłę w rękaw. Jaś obiecuje poprawę. Przy następnym spotkaniu Małgosia ofiarowuje Jasiowi nóż, który Jaś zgodnie z poleceniem matki wkłada w rękaw. Matka poucza go, że powinien był schować go do kieszeni.
Jaś znów obiecuje poprawę i kiedy następnym razem otrzymuje od Małgosi koźlątko, wiąże mu nogi i wpycha do kieszeni, dusząc zwierzę. Matka karci go, mówiąc, że powinien był prowadzić koźlątko na sznurku. Kiedy następnym razem Jaś otrzymuje słoninę, ciągnie ją na sznurku, w efekcie słonina zostaje zjedzona przez psy. Matka poucza syna, że słoninę trzeba było nieść na głowie. Kiedy następnym razem Jaś dostaje ciele, zgodnie z radą matki kładzie je na głowie i zostaje pokopany po twarzy. Matka poucza syna, że trzeba było prowadzić cielę za sobą i postawić przy żłobie. Kiedy następnym razem Małgosia decyduje się odwiedzić Jasia, ten zgodnie z nauką matki, stawia Małgosie przy żłobie. Kiedy matka dowiedziała się co Jaś zrobił pouczyła, że dziewczynie należy "rzucać czułym spojrzeniem". Jaś udał się do obory, powykłuwał oczy wszystkim cielętom i baranom, i rzucił je Małgosi w twarz. Małgosia wpadła w złość i uciekła.